# 피소 음모

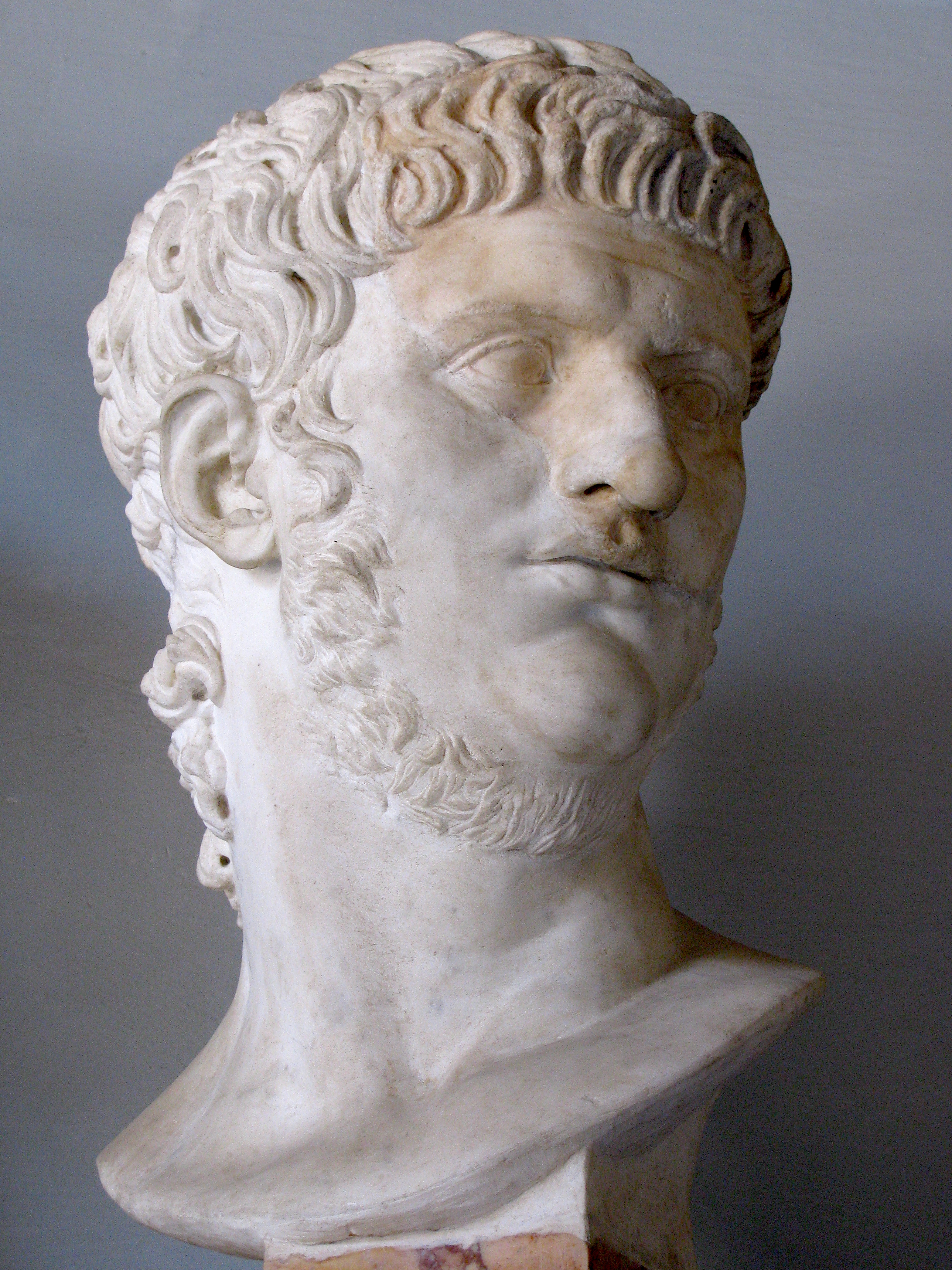
네로의 흉상 (재위: 서기 54년–68년).

서기 65년에 일어난 가이우스 칼푸르니우스 피소의 모의 사건은 로마 황제 네로의 집권기(재위 54년-68년)에 있어서 중요한 전환점이었다. 이 사건은 로마의 지배계급 사이에서 네로의 늘어나던 전제적 지도력에 대한 커져가던 불만을 반영하며, 결과적으로 그의 극적인 자결과 이후에 이어지는 네 명의 황제의 해로 이어지는 중요한 사건이었다.

## 과정
주요 로마의 정치가이자, 문학의 후원가, 연설가인 가이우스 칼푸르니우스 피소는 네로가 암살되고 친위대의 지지를 통해서 자신이 황제 자리를 대신하기를 의도했다. 이 음모 사태는 서기 65년에 일어났으며, 유력한 몇몇 원로원 의원, 기사 계급 출신들, 군인들의 지지를 얻어냈다. 로마 역사가 타키투스에 의하면, 주도자들에는 친위대의 트리부누스 수브리우스 플라부스, 피소가 이 음모 계획을 짜는 데 도움을 줬던 백부장 술피키우스 아스페르 등등이 있었다. 공모자들은 다양한 동기들이 있었다 전해진다. 일부는 네로가 한층 더 나은 황제로 대체되기를 바랐고, 다른 이들은 황제들한테서 자유로워져, 순수한 공화정 체제를 복원하기를 바란 자도 있었다.
이 계획은 에피카리스라는 여성 때문에 위기에 빠지게 되었는데, 그녀는 이 계획의 일부를 미세눔에 있는 함대를 지휘하던 볼루시우스 프로쿨루스에게 털어놓았다. 에피카리스는 이 음모 사태에 연루되어 있었고 좀 더 빠르게 진행시키려 하였다. 프로쿨루스가 에피카리스한테 네로가 자신을 신임하지 않는다며 불평을 표하자, 그녀는 그에게 이 계획에 대해 알려주었다. 프로쿨루스는 네로에게 이 사태를 알렸고 에피카리스는 체포되었다. 그녀는 혐의를 부인했으나, 피소 음모는 붕괴하고 말았고 에피카리스는 잔인하게 고문을 당하였다. 두 번째 고문을 위해서 옮겨지는 동안, 그녀는 옷에 매듭으로 목을 매 자결했다. 한층 더 빠르게 행동한 공모자들은 바이아이에서 네로를 살해하는 계획을 거절하고 경기 중에 로마에서 그를 살해하기로 결정했다. 이들은 오포니우스 티겔리누스와 공동 친위대 사령관이었던 파이니우스 루푸스에게 대략적으로 계획을 밝혔는데, 루푸스는 피소를 친위대 주둔지로 안내했고 그곳에서 친위대는 그를 황제로 추대했을 것이다.
공모자들의 계획이 이뤄질 4월 19일 아침에, 밀리쿠스라는 이름의 해방노예는 칼을 갈고 붕대를 준비하라는 지시를 받은 뒤 자신의 옛 주인 플라비우스 스카이비누스를 밀고했다. 타키투스는 그의 결정을 아내의 권고로 자신의 옛 주인을 폭로하고 네로의 비서관인 에파프로디토스에게 이를 보고한 것으로 보았다. 스카비누스는 정황상의 증거에 대한 신뢰가 없어서 고문의 위협과, 스카이비누스와 또 다른 공모자인 안토니누스 나탈리스 사이에 있었던 장기간의 밀회를 전한 밀리쿠스의 아내의 추가적인 증거가 나오기까지 앞서 처음에는 의심을 피할 수 있었다. 스카이비누스가 동료 공모자인 친위대 사령관 파이니우스 루푸스에게 처벌을 받기 위해 넘겨지자, 그 또한 그를 고발했다. 또 다른 공모자인 수브리우스 플라부스는 법정에서 네로에 대한 증오심을 공개적으로 표했고, 네로의 모친 살해, 범죄들, '마차 운전꾼 및 배우처럼 하고 다닌 점'을 들며 정당화하였다.
네로는 피소, 철학자 세네카, 세네카의 조카 루카누스, 풍자 작가 페트로니우스 등에게 자결 명령을 내렸다. 그 외에 많은 다른 이들 역시도 살해되었다. 플루타르코스의 설명에서는, 공모자들 중에 한 명이 모든 것이 곧 바뀔 것이라며 (네로가 죽을 것이기에) 한 사형수에게 말했다고 한다. 이 사형수는 네로에게 이 대화를 전했고, 그는 이 암살 계획을 털어놓을 때까지 공무자를 고문했다고 한다. 고대 로마 역사가 타키투스는 《편년사》에 수브리우스 플라부스와 백부장들이 사적인 회의에서 결정을 내렸다는 소문이 있는데... 네로가 피소의 무리에게 쓰러진다면, 피소는 제거되어야 하며... 로마 제국은 세네카에게 넘어간다는 것이었다. 그렇게 된다면 세네카는 순수한 의도를 가진 자들로부터 절대적 권력으로 선택된 것으로 보일 것이다"라고 기록하였다.

## 유명 공모자들
최소한 41명이 공모 혐의로 기소되었다. 알려진 41명 중에 원로원 의원은 19명, 기사 9명, 군인 11명, 여성 4명이 있었다.

### 처형당하거나 자결 명령을 받은 자
피소, 플라우티우스 라테라누스, 루카누스, 아프라니우스 퀸티아누스, 플라비우스 스카이비누스, 클라우디우스 세네키오, 불카티우스 아라리쿠스, 율리우스 아우구리누스, 무나티우스 그라투스, 마르키우스 페스투스, 파이니우스 루푸스, 수브리우스 플라부스, 술피키우스 아스페르, 막시무스 스카우루스, 베네투스 파울루스, 에피카리스, 소세네카, 안토니아, 마르쿠스 율리우스 베스티누스 아티쿠스.

### 추방 혹은 모욕 처벌을 받은 자
노비우스 프리스쿠스, 안니우스 폴리오, 푸블리우스 글리티우스 갈루스, 루프리우스 크리스피누스, 베르기니우스 플라부스, 무소니우스 루푸스, 클루비디에누스 퀴에투스, 율리우스 아그리파, 블리티우스 카툴리누스, 페트로니우스 프리쿠스, 율리우스 알티누스, 카이센니우스 막시무스, 카이디키아 (플라비우스 스카이비누스의 아내).

### 용서를 받거나 무죄 선고 받은자
안토니우스 나탈리스, 케르바리우스 프로쿨루스, 스타티우스 프록시무스 (후에 자결 명령받음), 가비우스 실바누스 (후에 자결 명령받음), 아킬리아 루카나.

## 참고 문헌
- Bunson, Matthew (1994). “Pisonian Conspiracy”. 《Encyclopedia of the Roman Empire》 (New York: Facts on File). ISBN 978-1-4381-1027-1.
- Pagán, Victoria Emma (2004). 《Conspiracy Narratives in Roman History》. Austin, TX: University of Texas Press. ISBN 0-292-70561-1.
- Tacitus (1942).  Hadas, Moses, 편집. 《Annals》. The Modern Library of the World's Best Books. 번역 Church, Alfred John; Brodribb, William Jackson. The Modern Library.